# Ulrich Blank (Abt)
Ulrich Blank (* 21. Dezember 1673 in Uttenweiler; † 17. Oktober 1748) war Reichsprälat und Abt zu Marchtal (heute Obermarchtal, Alb-Donau-Kreis).
Ulrich Blank wurde in der zu damaliger Zeit erstrangigen Wirtschaft zum „Bären“ in Uttenweiler geboren. Sein Vater Andreas Blank, Müllerssohn aus Sauggart, hatte 1647 die Witwe des Bärenwirts Martin Schilling geheiratet. Nach dem Tode seiner Frau verheiratete er sich 1667 mit Anna Gaisser aus Ingoldingen (aus diesem Geschlechte sind auch bedeutende Männer wie Abt Gaisser von St. Georgen hervorgegangen). Als fünftes von sieben Kindern dieser Familie wurde Johannes, der spätere Abt Ulrich, am 31. Dezember 1673 geboren.
Der ältere Bruder Lorenz übernahm später das Anwesen und die Wirtschaft, während Johannes nach Obermarchtal in die dortige Klosterschule der Prämonstratenser kam. Am 21. November 1693 legte er Profess ab und konnte am 29. September 1699 seine Primiz feiern. Hernach studierte er in Dillingen und hielt dann im eigenen Kloster Vorlesungen in Philosophie und Theologie. Einige Zeit war er Kastner (Vermögensverwalter) des Marchtaler Konvents. 
Im Jahre 1719 wurde Pater Ulrich Blank zum Abt seines Klosters gewählt und damit als Reichsprälat Ortsherr auch seiner Heimat (1693 waren die Herren von Stein ausgestorben). Das Marchtaler Land erstreckte sich bis Kirchbierlingen, bis zum Federsee und auch in das Gebiet jenseits der Donau. Nach damaliger Sitte mussten die Untertanen ihrem „Landesherren“ huldigen. Diese denkwürdige Huldigung in Uttenweiler war am 22./23. Oktober 1720, vor dem Kirchenpatrozinium. Der damalige Statthalter von Uttenweiler, Prämonstratenserpater Athanasius Haumann, hat einen Bericht hierzu hinterlassen.